# Enoploides sabulicola
Enoploides sabulicola is een rondwormensoort uit de familie van de Thoracostomopsidae.